# 刘洪建
刘洪建（1973年1月—），男，汉族，福建福鼎人，1993年9月参加工作，1996年4月加入中国共产党，中共福建省委党校研究生学历。现任中共云南省委常委、昆明市委书记、滇中新区党工委书记。中共第二十届中央候补委员。

## 生平
1993年毕业于福建师范大学生物系生物专业。早年长期在福建省福鼎市基层任职。2016年9月任福建省旅游发展集团有限责任公司总经理。2018年6月任南平市人民政府市长。
2020年7月，任云南省人民政府副省长，2021年5月任中共云南省委常委、政法委书记，并辞去云南省副省长职务。
2021年12月，刘洪建任昆明市委书记，兼任滇中新区党工委书记。

## 評論
2022年10月，刘洪建獲《华尔街日报》文章點名選爲中國共產黨五大「政治新星」之一，被指有可能接班习近平而接任最高領導人。